# Lorie Pester/Diskografie
Diese Diskografie ist eine Übersicht über die musikalischen Werke der französischen Pop-Sängerin Lorie Pester. Den Schallplattenauszeichnungen zufolge hat sie bisher mehr als 6,6 Millionen Tonträger verkauft. Ihre erfolgreichste Veröffentlichung ist das Studioalbum Tendrement mit über einer Million verkauften Einheiten.

## Alben

### Studioalben
| Jahr | Titel                | Höchstplatzierung, Gesamtwochen, AuszeichnungChartplatzierungen (Jahr, Titel, Platzierungen, Wochen, Auszeichnungen, Anmerkungen) | Höchstplatzierung, Gesamtwochen, AuszeichnungChartplatzierungen (Jahr, Titel, Platzierungen, Wochen, Auszeichnungen, Anmerkungen) | Höchstplatzierung, Gesamtwochen, AuszeichnungChartplatzierungen (Jahr, Titel, Platzierungen, Wochen, Auszeichnungen, Anmerkungen) | Anmerkungen                                                  |
| Jahr | Titel                | FR | BEW | CH | Anmerkungen                                                  |
| ---- | -------------------- | --- | --- | --- | ------------------------------------------------------------ |
| 2001 | Près de toi          | FR2 ×3Dreifachplatin · (67 Wo.)FR                                                                                                 | BEW8 Gold · (53 Wo.)BEW | CH18 Gold · (31 Wo.)CH | Charteintritt: FR: 3. November 2001 CH: 23. Dezember 2001    |
| 2002 | Tendrement           | FR1 Platin · (69 Wo.)FR | BEW11 Gold · (41 Wo.)BEW | CH13 Gold · (24 Wo.)CH | Charteintritt: FR: 21. September 2002 CH: 29. September 2002 |
| 2004 | Attitudes            | FR1 Platin · (70 Wo.)FR | BEW1 Gold · (48 Wo.)BEW | CH5 Gold · (12 Wo.)CH | Charteintritt: FR: 18. Januar 2004 CH: 1. Februar 2004       |
| 2005 | Rester la même       | FR1 Platin · (44 Wo.)FR | BEW7 (32 Wo.)BEW | CH36 (7 Wo.)CH | Charteintritt: FR: 5. November 2005 CH: 13. November 2005    |
| 2007 | 2lor en moi?         | FR7 Gold · (31 Wo.)FR | BEW23 (25 Wo.)BEW | CH56 (5 Wo.)CH | Charteintritt: FR: 1. Dezember 2007 CH: 9. Dezember 2007     |
| 2011 | Regarde-moi          | FR54 (3 Wo.)FR | BEW33 (1 Wo.)BEW | — | Charteintritt: FR: 26. November 2011                         |
| 2012 | Danse                | FR62 (4 Wo.)FR | BEW57 (14 Wo.)BEW | — | Charteintritt: FR: 10. November 2012                         |
| 2017 | Les choses de la vie | FR57 (4 Wo.)FR | BEW114 (2 Wo.)BEW | — | Charteintritt: FR: 25. November 2017                         |

### Livealben
| Jahr | Titel              | Höchstplatzierung, Gesamtwochen, AuszeichnungChartplatzierungen (Jahr, Titel, Platzierungen, Wochen, Auszeichnungen, Anmerkungen) | Höchstplatzierung, Gesamtwochen, AuszeichnungChartplatzierungen (Jahr, Titel, Platzierungen, Wochen, Auszeichnungen, Anmerkungen) | Höchstplatzierung, Gesamtwochen, AuszeichnungChartplatzierungen (Jahr, Titel, Platzierungen, Wochen, Auszeichnungen, Anmerkungen) | Anmerkungen                                              |
| Jahr | Titel              | FR | BEW | CH | Anmerkungen                                              |
| ---- | ------------------ | --- | --- | --- | -------------------------------------------------------- |
| 2003 | Live Tour          | FR3 ×2Doppelgold · (48 Wo.)FR | BEW11 (10 Wo.)BEW | CH39 (7 Wo.)CH | Charteintritt: FR: 24. August 2003 CH: 7. September 2003 |
| 2004 | Week End Tour 2004 | FR2 Gold · (35 Wo.)FR | BEW5 (25 Wo.)BEW | CH69 (6 Wo.)CH | Charteintritt: FR: 3. Oktober 2004 CH: 17. Oktober 2004  |
| 2006 | Live Tour 2006     | FR27 (13 Wo.)FR | BEW19 (11 Wo.)BEW | — | Charteintritt: FR: 28. Oktober 2006                      |

### Kompilationen
| Jahr | Titel   | Höchstplatzierung, Gesamtwochen, AuszeichnungChartplatzierungen (Jahr, Titel, Platzierungen, Wochen, Auszeichnungen, Anmerkungen) | Höchstplatzierung, Gesamtwochen, AuszeichnungChartplatzierungen (Jahr, Titel, Platzierungen, Wochen, Auszeichnungen, Anmerkungen) | Höchstplatzierung, Gesamtwochen, AuszeichnungChartplatzierungen (Jahr, Titel, Platzierungen, Wochen, Auszeichnungen, Anmerkungen) | Anmerkungen                       |
| Jahr | Titel   | FR | BEW | CH | Anmerkungen                       |
| ---- | ------- | --- | --- | --- | --------------------------------- |
| 2005 | Best Of | FR— GoldFR | BEW4 (20 Wo.)BEW | CH77 (4 Wo.)CH | Charteintritt: CH: 17. April 2005 |

## Singles

### Als Leadmusikerin
| Jahr | Titel Album                                        | Höchstplatzierung, Gesamtwochen, AuszeichnungChartplatzierungen (Jahr, Titel, Album, Platzierungen, Wochen, Auszeichnungen, Anmerkungen) | Höchstplatzierung, Gesamtwochen, AuszeichnungChartplatzierungen (Jahr, Titel, Album, Platzierungen, Wochen, Auszeichnungen, Anmerkungen) | Höchstplatzierung, Gesamtwochen, AuszeichnungChartplatzierungen (Jahr, Titel, Album, Platzierungen, Wochen, Auszeichnungen, Anmerkungen) | Anmerkungen                                                        |
| Jahr | Titel Album                                        | FR | BEW | CH | Anmerkungen                                                        |
| ---- | -------------------------------------------------- | --- | --- | --- | ------------------------------------------------------------------ |
| 2001 | Près de moi Près de toi / Best Of                  | FR2 Platin · (32 Wo.)FR | BEW1 Gold · (30 Wo.)BEW | — | Charteintritt: FR: 5. Mai 2001                                     |
| 2001 | Je serai (ta meilleure amie) Près de toi / Best Of | FR5 Gold · (22 Wo.)FR | BEW5 Gold · (20 Wo.)BEW | CH25 (8 Wo.)CH | Charteintritt: FR: 17. November 2001 CH: 21. Januar 2002           |
| 2002 | Toute seule Près de toi / Best Of                  | FR8 Gold · (27 Wo.)FR | BEW12 (16 Wo.)BEW | CH44 (6 Wo.)CH | Charteintritt: FR: 23. März 2002 CH: 19. Mai 2002                  |
| 2002 | J’ai besoin d’amour Tendrement / Best Of           | FR7 Gold · (23 Wo.)FR | BEW15 (16 Wo.)BEW | CH24 (15 Wo.)CH | Charteintritt: FR: 28. September 2002 CH: 17. November 2002        |
| 2003 | À 20 ans Tendrement / Best Of                      | FR15 Gold · (16 Wo.)FR | BEW20 (13 Wo.)BEW | CH38 (16 Wo.)CH | Charteintritt: FR: 18. Januar 2003 CH: 26. Januar 2003             |
| 2003 | Sur un air latino Best Of                          | FR1 Platin · (31 Wo.)FR | BEW1 Platin · (23 Wo.)BEW | CH8 (33 Wo.)CH | Charteintritt: FR: 11. Mai 2003 CH: 1. Juni 2003                   |
| 2003 | Week-end Attitudes / Best Of                       | FR2 Gold · (22 Wo.)FR | BEW6 (18 Wo.)BEW | CH8 (14 Wo.)CH | Charteintritt: FR: 14. Dezember 2003 CH: 4. Januar 2004            |
| 2004 | La Positive attitude Best Of                       | FR9 (25 Wo.)FR | BEW8 (11 Wo.)BEW | CH31 (15 Wo.)CH | Charteintritt: FR: 4. April 2004 CH: 25. April 2004                |
| 2004 | Ensorcelée Attitudes / Best Of                     | FR13 Gold · (24 Wo.)FR | BEW21 (9 Wo.)BEW | CH28 (18 Wo.)CH | Charteintritt: FR: 13. Juni 2004 CH: 27. Juni 2004                 |
| 2004 | C’est plus fort que moi Attitudes / Best Of        | FR15 (16 Wo.)FR | BEW18 (10 Wo.)BEW | CH41 (10 Wo.)CH | Charteintritt: FR: 5. Dezember 2004 CH: 19. Dezember 2004          |
| 2005 | Toi & moi Best Of                                  | FR7 Gold · (18 Wo.)FR | BEW9 (11 Wo.)BEW | CH29 (11 Wo.)CH | Charteintritt: FR: 12. März 2005 CH: 20. März 2005                 |
| 2005 | Rester la même                                     | FR15 (15 Wo.)FR | BEW28 (3 Wo.)BEW | CH88 (1 Wo.)CH | Charteintritt: FR: 10. Dezember 2005 CH: 29. Januar 2006           |
| 2006 | S.O.S Rester la même                               | FR13 (14 Wo.)FR | BEW24 (4 Wo.)BEW | CH84 (3 Wo.)CH | Charteintritt: FR: 4. März 2006 CH: 26. März 2006                  |
| 2006 | Parti pour zouker Rester la même                   | FR5 Gold · (19 Wo.)FR | BEW12 (15 Wo.)BEW | CH67 (10 Wo.)CH | Charteintritt: FR: 3. Juni 2006 CH: 11. Juni 2006; feat. Dadoumike |
| 2006 | Fashion Victim Rester la même                      | FR20 (25 Wo.)FR | BEW33 (2 Wo.)BEW | — | Charteintritt: FR: 28. Oktober 2006                                |
| 2007 | Je vais vite 2lor en moi?                          | FR3 (26 Wo.)FR | BEW7 (18 Wo.)BEW | — | Charteintritt: FR: 8. Dezember 2007                                |
| 2008 | Play 2lor en moi?                                  | FR12 (17 Wo.)FR | — | — | Charteintritt: FR: 12. April 2008                                  |
| 2008 | 1 garçon 2lor en moi?                              | FR23 (26 Wo.)FR | — | — | Charteintritt: FR: 6. Dezember 2008                                |

Weitere Singles
- 1999: Baby Boum (als Laurie)[3]
- 2011: Dita (nur als Download)[4]
- 2012: Le coup de soleil (nur als Download)
- 2012: Les Divas du dancing (nur als Download)

### Beiträge für Soundtracks
| Jahr | Titel          | Film                               |
| ---- | -------------- | ---------------------------------- |
| 2002 | Oser ses Rêves | Cendrillon 2: Une vie de princesse |

### Beiträge für TV-Serien
| Jahr | Titel          | Marke         |
| ---- | -------------- | ------------- |
| 2003 | Dans nos rêves | Evian (Japan) |

### Coverversionen
| Jahr | Titel                | Im Original von    | Album                  |
| ---- | -------------------- | ------------------ | ---------------------- |
| 2003 | Sans contrefaçon     | Mylène Farmer      | B-Seite von À 20 ans   |
| 2008 | Fever                | Little Willie John | B-Seite von Play       |
| 2008 | Freed from Desire    | Gala               | Le Tour 2Lor & MySpace |
| 2008 | Conga                | Gloria Estefan     | Le Tour 2Lor           |
| 2008 | Cuba                 | Gibson Brothers    | Le Tour 2Lor           |
| 2008 | Let’s Get Loud       | Jennifer Lopez     | Le Tour 2Lor           |
| 2009 | Self Control         | Laura Branigan     | MySpace                |
| 2012 | L’amour à la plage   | Niagara            | Danse                  |
| 2012 | Le coup de soleil    | Riccardo Cocciante | Danse                  |
| 2012 | Les Divas du dancing | Philippe Cataldo   | Danse                  |
| 2012 | Toi et le soleil     | Claude François    | Danse                  |
| 2012 | Tropique             | Muriel Dacq        | Danse                  |

### Als Gastmusikerin
| - 2002: Tous dans le même bateau mit Les Enfoirés - 2002: Les démons de minuit mit Roch Voisine (Medley) - 2002: Ça (c'est vraiment toi) mit Pascal Obispo und Marc Lavoine - 2003: La Foire aux Enfoirés mit Les Enfoirés - 2003: La plus belle pour aller danser (Medley) - 2003: Fallait pas commencer mit Mimie Mathy (Medley) - 2003: J’en rêve encore mit Gérald de Palmas et Francis Cabrel - 2003: Emmène-moi danser ce soir mit Garou (Medley) - 2003: Ti amo avec Patrick Fiori (Medley) - auf Serge Lamas Album Pluri((elles)) der Song Les poètes - 2003: Aux enfants de la Terre mit Les Enfants de la Terre - 2003: Le cœur des femmes mit Combat Combo - 2004: Les Enfoirés dans l’espace mit Les Enfoirés - 2004: Marilyn et John (Medley) - 2004: J’ai tout oublié mit Jean-Louis Aubert, Calogero, Elsa, Jenifer und Julie Zenatti - 2004: Donne-moi le temps (Medley) - 2004: Tomber la chemise mit Jenifer (Medley) - 2005: Le Train des Enfoirés mit Les Enfoirés - 2005: Le géant de papier mit Patrick Fiori (Medley) - 2005: En rouge et noir mit Liane Foly, Jean-Jacques Goldman und Gérard Jugnot - 2005: Les tournesols mit Elsa (Medley) - 2005: Et puis la terre... mit A.S.I.E - 2006: Le Village des Enfoirés mit Les Enfoirés - 2006: Pourvu qu’elles soient douces mit Jenifer, Elsa und Patricia Kaas (Medley) - 2006: Ma philosophie mit Julie Zenatti, Hélène Ségara, Sandrine Kiberlain, Karen Mulder und Corneille - 2006: Un banc, un arbre, une rue mit Jean-Baptiste Maunier (Medley) - 2007: La Caravane des Enfoirés mit Les Enfoirés - 2007: Biche ô ma biche mit Pierre Palmade (Medley) - 2007: J’t’emmène au vent mit Chimène Badi, Nolwenn Leroy, Garou und Pierre Palmade - 2007: J’veux du soleil mit David Hallyday (Medley) - 2007: Poupée de cire, poupée de son mit Gérard Darmon (Medley) - 2007: I Love Rock ’n’ Roll mit Lââm, Karen Mulder und Garou - 2007: Lonely, 2AM feat. Lorie - 2008: Les Secrets des Enfoirés mit Les Enfoirés - 2008: Alors regarde (Medley) - 2008: Toi mon amour mit Karen Mulder, Michèle Laroque, Maxime Le Forestier, MC Solaar und Gérald de Palmas - 2009: Les Enfoirés font leur cinéma mit Les Enfoirés - 2009: Voyage aux pays des vivants mit Tina Arena, Christophe Maé und Gérald de Palmas - 2009: Rayon de soleil mit MC Solaar (Medley) - 2009: Cotton-Eyed Joe mit Renan Luce (Medley) - auf Garous Album Gentleman Cambrioleur der Song Aimer d’amour | - 2010: Les Enfoirés... la Crise de Nerfs mit Les Enfoirés - 2010: Fuck You mit Natasha Saint-Pier (Medley) - 2010: Aimer jusqu’à l’impossible mit Natasha Saint-Pier (Medley) - 2011: Dans l’oeil des Enfoirés mit Les Enfoirés - 2011: On demande pas la lune mit Patricia Kaas, Michèle Laroque, Maxime Le Forestier, Mimie Mathy und Maurane - 2011: Ce soir on vous mets le feu mit Alizée, Tina Arena, Amel Bent, Jenifer, Patricia Kaas, Claire Keim, Nolwenn Leroy und Mimie Mathy (Medley) - 2011: Les p’tites femmes de Pigalle mit Alizée, Tina Arena, Amel Bent, Jenifer, Patricia Kaas, Claire Keim, Nolwenn Leroy und Mimie Mathy (Medley) - 2011: Viens boire un p’tit coup à la maison mit Alizée, Tina Arena, Amel Bent, Jenifer, Patricia Kaas, Claire Keim, Nolwenn Leroy und Mimie Mathy (Medley) - 2011: 3ème sexe mit Alizée, Tina Arena, Jean-Louis Aubert, Amel Bent, Patrick Bruel, Jean-Jacques Goldman, Grégoire, Jenifer, Patricia Kaas, Claire Keim, Nolwenn Leroy, Christophe Maé, Mimie Mathy, Kad Merad, Pascal Obispo und MC Solaar (Medley) - 2011: Je vais vite (Medley) - 2011: Hey Oh mit Alizée, Amel Bent, Thomas Dutronc, Patrick Fiori, Grégoire, Jenifer, Claire Keim, Lââm, Michèle Laroque, Nolwenn Leroy, Renan Luce, MC Solaar und Natasha Saint-Pier (Medley) - 2011: Je me lâche mit Tina Arena, Lââm, Renan Luce, Jean-Baptiste Maunier und Natasha Saint-Pier - 2012: Le Bal des Enfoirés mit Les Enfoirés - 2012: Elle me dit mit Shy’m, Alizée, Maxime Le Forestier, Zazie, Kad Merad, Chimène Badi, Renan Luce, MC Solaar und Hélène Ségara - 2012: Laisse tomber les problèmes mit Jenifer (Medley) - 2012: Je veux te graver dans ma vie mit Patrick Fiori, Pascal Obispo und Claire Keim (Medley) - 2012: C’est ma prière mit Patrick Fiori und Claire Keim (Medley) - 2012: La Tarantelle mit Renan Luce, Jean-Jacques Goldman, Claire Keim und Jean-Baptiste Maunier (Medley) - 2012: Je reprends ma route mit Les Voix de l’enfant - 2013: La Boîte à musique des Enfoirés mit Les Enfoirés - 2013: Jeanne mit Nolwenn Leroy, Christophe Maé, Maurane, M. Pokora und Christophe Willem - 2013: J’ai vu mit Michael Jones, Christophe Maé, Mika und Zaz - 2013: Gangnam Style mit Amel Bent und Zazie (Medley) - 2013: Rien que de l'eau mit Shy’m (Medley) - 2014: Bon anniversaire les Enfoirés mit Les Enfoirés - 2014: Laissez-nous chanter mit Hélène Ségara, Tal, Zazie, Nolwenn Leroy, Natasha Saint-Pier, Michèle Laroque und Liane Foly - 2014: Si tu ne me laisses pas tomber mit Tina Arena, Bénabar und Patrick Bruel - 2015: Sur la route des Enfoirés mit Les Enfoirés - 2015: Sur ma route mit Grégoire, Emmanuel Moire und Pascal Obispo - 2015: Fever - 2015: Wannabe mit Amel Bent, Jenifer, Claire Keim und Natasha Saint-Pier (Medley) - 2015: L’amour à la machine mit Amel Bent, Maxime Le Forestier, Jean-Baptiste Maunier, Pascal Obispo, M. Pokora, Hélène Ségara, MC Solaar und Michaël Youn (Medley) - 2015: J’me tire mit Corneille (Medley) |

## Videoalben und Musikvideos

### Videoalben
| Jahr | Titel                          | Verkäufe | Auszeichnungen     |
| ---- | ------------------------------ | -------- | ------------------ |
| 2002 | Près de vous                   | 210.000  | FR: Diamant (2003) |
| 2003 | Tendrement vôtre               | 190.000  | FR: Diamant (2003) |
| 2003 | Live Tour                      | 325.000  | FR: Diamant (2003) |
| 2004 | Week End Tour 2004             | 230.000  | FR: Diamant (2004) |
| 2005 | Best Of                        | 55.000   | –                  |
| 2006 | Live Tour 2006                 | 75.000   | –                  |
| 2009 | De feu et de glace (Spielfilm) | 3.000    | –                  |

### Musikvideos
| Jahr | Titel                               | Regisseur        | Drehort                     |
| ---- | ----------------------------------- | ---------------- | --------------------------- |
| 2001 | Près de moi                         | Vincent Egret    | Miami (USA)                 |
| 2001 | Je serai (ta meilleure amie)        | Vincent Egret    | Mexiko                      |
| 2002 | Oser ses rêves                      | –                | Studio HarrySon Paris       |
| 2002 | Toute seule                         | Vincent Egret    | Kanadisches Studio          |
| 2002 | J’ai besoin d’amour                 | Vincent Egret    | Parc Astérix (Plailly)      |
| 2003 | À 20 ans                            | Vincent Egret    | Französisches Studio        |
| 2003 | Sur un air latino                   | Vincent Egret    | Kuba                        |
| 2003 | Ne me dis rien                      | Gérard Pullicino | Zénith de Toulouse          |
| 2003 | Week-end                            | Vincent Egret    | Tignes (Französische Alpen) |
| 2004 | La Positive attitude                | Vincent Egret    | Französisches Studio        |
| 2004 | Ensorcelée                          | Vincent Egret    | Tahiti                      |
| 2004 | C’est plus fort que moi             | Gérard Pullicino | Zénith de Lille             |
| 2005 | Toi & moi                           | Vincent Egret    | Miami (USA)                 |
| 2005 | Rester la même                      | Karim Ouaret     | Französisches Studio        |
| 2006 | S.O.S                               | Karim Ouaret     | Französisches Studio        |
| 2006 | Parti pour zouker (feat. Dadoumike) | Karim Ouaret     | Deshaies (Guadeloupe)       |
| 2006 | Fashion Victim                      | Stéphane Droyer  | Halle Tony Garnier (Lyon)   |
| 2007 | Je vais vite                        | Thierry Vergnes  | Französisches Studio        |
| 2007 | Lonely                              | Thierry Vergnes  | Französisches Studio        |
| 2008 | Play                                | Thierry Vergnes  | Mix Club (Paris)            |
| 2008 | 1 garçon                            | Thierry Vergnes  | Französisches Studio        |
| 2011 | Dita                                | Paul Mignot      | Französisches Studio        |
| 2012 | Le coup de soleil                   | Julien Seri      | Paris                       |
| 2012 | Les Divas du dancing                | Julien Seri      | Paris                       |

## Statistik

### Chartauswertung
|                     | FR     | BEW      | CH    |
| ------------------- | ------ | -------- | ----- |
| Nummer-eins-Alben   | FR3FR  | BEW1BEW  | CH—CH |
| Top-10-Alben        | FR7FR  | BEW5BEW  | CH1CH |
| Alben in den Charts | FR11FR | BEW12BEW | CH8CH |

|                       | FR     | BEW      | CH     |
| --------------------- | ------ | -------- | ------ |
| Nummer-eins-Singles   | FR1FR  | BEW2BEW  | CH—CH  |
| Top-10-Singles        | FR10FR | BEW7BEW  | CH2CH  |
| Singles in den Charts | FR18FR | BEW16BEW | CH13CH |

### Auszeichnungen für Musikverkäufe
| Goldene Schallplatte - Kanada - 2003: für das Album Tendremont Platin-Schallplatte - Europa - 2005: für das Album Tendremont - Kanada - 2003: für das Album Pres De Toi |

Anmerkung: Auszeichnungen in Ländern aus den Charttabellen bzw. Chartboxen sind in ebendiesen zu finden.
| Land/RegionAuszeichnungen für Musikverkäufe (Land/Region, Auszeichnungen, Verkäufe, Quellen) | Gold       | Platin       | Diamant     | Verkäufe    | Quellen                                                   |
| -------------------------------------------------------------------------------------------- | ---------- | ------------ | ----------- | ----------- | --------------------------------------------------------- |
| Belgien (BRMA)                                                                               | 5× Gold5   | Platin1      | —           | 175.000     | ultratop.be                                               |
| Europa (IFPI)                                                                                | —          | Platin1      | —           | (1.000.000) | ifpi.org (Memento vom 1. Januar 2014 im Internet Archive) |
| Frankreich (SNEP)                                                                            | 13× Gold13 | 8× Platin8   | 4× Diamant4 | 5.625.000   | snepmusique.com                                           |
| Kanada (MC)                                                                                  | Gold1      | Platin1      | —           | 150.000     | musiccanada.com                                           |
| Schweiz (IFPI)                                                                               | 3× Gold3   | —            | —           | 60.000      | hitparade.ch                                              |
| Insgesamt                                                                                    | 22× Gold22 | 11× Platin11 | 4× Diamant4 |             |                                                           |